# Jean Lucas (pilote automobile)
Pour les articles homonymes, voir Jean Lucas et Lucas.
Jean Lucas, né le 25 avril 1917 au Mans et mort le 27 septembre 2003 à Saint-Martin-de-Ré, est un pilote automobile français qui a notamment participé à un GP de Formule 1.

## Biographie
Originaire du Mans, haut lieu de la course automobile française, Lucas commence sa carrière en rallye avant de s'orienter vers les épreuves sur piste. En 1949, il remporte les 24 Heures de Spa sur une Ferrari 166 MM, en compagnie de Luigi Chinetti. Ils récidivent l'année suivante à Montlhéry, lors des dernières 12 Heures de Paris. En 1951, Lucas remporte le cinquième Rallye du Maroc avec Jacques Péron sur Ferrari 212. En 1952, avec Chinetti, ils tentent l'aventure de la Carrera Panamericana et terminent troisième. En 1953, malgré son indéfectible passion pour la marque Ferrari, Lucas prend en main la direction sportive de Gordini. En 1954, il prend pour quelque temps la direction de l'écurie Monomill fondée par son ami René Bonnet et dispute quelques épreuves au sein de la marque DB.
En 1955, il dispute son seul Grand Prix de Formule 1, celui d'Italie, en remplacement de Robert Manzon. Celui-ci, mécontent du comportement de sa Gordini T32 refuse de s'aligner au départ du Grand Prix de Monza. Le directeur sportif redevient alors pilote mais casse son pont arrière au huitième tour.
Puis il réunit certains de ses amis, dont André Guelfi (dit « Dédé la sardine ») au sein de l'écurie Los Amigos pour écumer les courses locales du Maroc (Casablanca, Agadir, Marrakech...). Parallèlement à sa carrière de pilote, il est le manager, avec Gérard Crombac, des pilotes Jo Schlesser et Harry Schell.
En 1956, il termine second des 1 000 km de Paris avec Harry Schell, puis cinquième du Grand Prix de Caen. En 1957, il est second de la Coupe internationale de vitesse de Formule 2 à Reims au volant cette fois d'une Cooper. C'est également en 1957 qu'il termine troisième des 24 Heures du Mans au volant d'une Jaguar D-Type. Un grave accident au GP du Maroc, qu'il dispute sur Maserati 250F, met fin à sa carrière.
Il prolonge son amitié avec « Jabby » Crombac et sa passion pour la course en créant, en 1962, le mensuel Sport Auto. Lucas avait auparavant contribué à la création d'un autre magazine automobile, Moteurs. Le mensuel est à l'origine de la création du Volant Shell et de l'Opération Ford-Jeunesse, tremplin pour la relève française en sport-auto.
Il achète aussi un bar, Le bar de l'action, dont il confie la gérance à Harry Schell. Ce bar devient rapidement le lieu de rendez-vous de la plupart des pilotes et directeurs d'écurie de l'époque. on y croise Jean Behra, André Simon, Peter Collins ou Amédée Gordini.
En 1976, Jean Lucas quitte le magazine qu'il a créé pour se consacrer à son autre passion, les chevaux. Il prend la direction d'un mensuel consacré au cheval, Chevaux et Cavaliers, puis devient directeur du quotidien L'éclair de Nantes.

## Résultat en championnat du monde de Formule 1
| Saison | Écurie         | Châssis | Moteur             | Pneus     | GP disputés | Points inscrits | Classement |
| ------ | -------------- | ------- | ------------------ | --------- | ----------- | --------------- | ---------- |
| 1955   | Équipe Gordini | T32     | Gordini 6 en ligne | Englebert | 1           | 0               | n.c.       |